# Горизонт-компакт
«Горизо́нт-компа́кт» («Horizon-kompakt») — упрощённая модификация панорамного фотоаппарата «Горизонт-202», выпускающегося с 1989 года.
На Красногорском механическом заводе производство упрощённых панорамных фотоаппаратов начато в 2005 году.
Фотоаппарат «Горизонт-компакт» выпускался для Ломографического сообщества.

## Технические характеристики
- Корпус пластмассовый, с откидывающейся задней стенкой.
- Взвод затвора головкой, сблокирован с перемоткой плёнки.
- Счётчик кадров автоматический самосбрасывающийся.
- Головка обратной перемотки плёнки цилиндрического типа.
- Применяемый фотоматериал — фотоплёнка типа 135 в стандартных кассетах.
- Размер кадра 24×58 мм. Число кадров на стандартной (1,65 м) фотоплёнке — 21. Снимки можно печатать на среднеформатном фотоувеличителе с размером кадра 6×6 см.
- Объектив — четырёхлинзовый анастигмат «MC Индустар» 8/28.

Фактически стоял перемаркированный объектив «MC ОФ-28П» 2,8/28 от первого «Горизонта» с единственным значением диафрагмы f/8.
- Объектив установлен внутри барабана, поворачивающегося при съёмке на угол 120°. Вертикальный угол охвата объектива 45°.
- Объектив жестковстроенный, сфокусирован на «бесконечность».
- По сравнению с «Горизонтом-202» аппарат «Горизонт-компакт» оснащён упрощённым фотографическим затвором с переключателем на две скорости выдержки.
- Выдержки затвора — 1/4 с (первая скорость) и 1/60 с (вторая скорость).
- Видоискатель оптический с увеличением 0,4×, угловое поле зрения — 110×44°. Видоискатель несъёмный.
- На корпусе видоискателя отсутствует уровень для строго горизонтальной установки камеры.
- Корпус окрашен в бежевый цвет.